# Hoplitis taenioceras
Hoplitis taenioceras là một loài Hymenoptera trong họ Megachilidae. Loài này được Benoist mô tả khoa học năm 1927.